# Norther
Norther war eine Melodic-Death-Metal-Band aus Finnland.

## Bandgeschichte
Norther wurde 1996 in Finnland unter dem Namen Requiem gegründet und bestanden zunächst aus dem Gitarristen Petri Lindroos und Schlagzeuger Toni Hallio, die von zwei anderen Musikern begleitet wurden. Nach einer Aufspaltung der Band und dem Verlust des Proberaums spielten sie als Trio zuhause, in Kellern, in Jugendzentren und auf dem Dachboden von Toni Hallios’ Großmutter.
Gegen Ende 1997 organisierte ein Freund der Band, Alexander Kuoppala (Ex-Children of Bodom), einen neuen Proberaum in Lepakko, worauf die Band eine ausgedehnte Suche nach neuen Bandmitgliedern startete, allerdings vorerst ohne großen Erfolg. Als allerdings dieser Proberaum zerstört wurde, verlor der dritte Mann an der Seite von Hallio und Lindroos die Motivation und verließ die Band. Nach diesem Schock organisierten sie bald darauf einen neuen Proberaum in Nosturi und suchten erneut nach Mitgliedern, um die Besetzung der Band zu vervollständigen, die dann allerdings Norther heißen sollte.
Erst Anfang 2000 wurde Kristian Ranta als neuer Gitarrist entdeckt. Die Brüder Sebastian und Joakim Ekroos, Bekannte Rantas, schlossen sich ebenfalls der Band an. Schließlich wurde eine Demoaufnahme erstellt und die Band nun auch offiziell in Norther umbenannt, woraufhin sie einen Plattenvertrag mit der Firma Spinefarm Records unterzeichneten. Dennoch führten einige Ungereimtheiten mit den Ekroos-Brüdern zu deren Ausstieg aus der Band, sodass die Besetzung wieder auf ein Trio reduziert wurde. Bald darauf fanden jedoch Jukka Koskinen und Tuomas Planman zu Norther, womit eine stabile Besetzung existierte.
Im Jahr 2001 nahmen Norther ihr erstes Album Dreams of Endless War auf, das Mitte 2002 veröffentlicht wurde. Da es in der Szene ziemlich gut ankam, begann Norther Konzerte rund um Helsinki zu spielen. Wenig später wurde mit dem Produzenten Anssi Kippo im Astia Studio das Album Mirror of Madness aufgenommen, das Anfang 2003 veröffentlicht wurde.
Seit 2004 ist Petri Lindroos auch Frontmann bei Ensiferum, wo er Jari Mäenpää nach dessen Abgang zu seinem eigenen Projekt Wintersun ersetzt.
Noch im selben Jahr erschien am 15. März das Album Death Unlimited. Der Stil ähnelt stark dem vom Vorgängeralbum Dreams of Endless War, jedoch wurde die Musik aggressiver und der Gesang teilweise verzerrt aufgenommen.
Nach zahlreichen Auftritten erschien ein Jahr später die EP Solution7, welche zuvor unveröffentlichtes Material enthält. Neu an dieser Aufnahme war, dass Gitarrist Kristian Ranta zusätzlich Gesangslinien beisteuerte.
Im Sommer 2005 wurde im Studio Fredman im schwedischen Göteborg das vierte Album Till Death Unites Us aufgenommen. Bereits nach den Aufnahmen verließ Schlagzeuger Toni Hallio die Band und wurde durch Heikki Saari ersetzt. Die Veröffentlichung von Till Death Unites Us erfolgte im Januar 2006. Das Album erhielt positive Rezensionen und sicherte Norther den ersten Top-Ten-Einstieg in den finnischen Charts.
Später in diesem Jahr komponierte die Band das Titelstück Frozen Angel für den finnischen Film V2 – Dead Angel.
Im Februar 2007 erschien die EP No Way Back, die zuerst nur in Finnland, später zusätzlich in Japan erhältlich war. No Way Back stieg direkt auf Platz eins der finnischen Charts ein. Es folgten einige Festival-Auftritte, unter anderem auf dem Wacken Open Air.
Nach den Aufnahmen zum fünften Album in den Astia Studios startete eine mehrmonatige Europatournee mit Amoral und Drone.
Norther konnte daraufhin einen neuen Vertrag mit der Plattenfirma Century Media Records aushandeln, bei welcher am 13. Februar 2008 das Album N erschien. Für die Veröffentlichung in Japan konnte mit Marquee Avalon ein Vertrag ausgehandelt werden.
Am 4. März 2009 gaben Norther bekannt, dass sie sich von Lindroos trennen würden. Als Grund nannten sie, dass seine ausgedehnte Arbeit mit Ensiferum Norther als aktive Band behindern würde.
Seit dem 14. April 2009 ersetzt Aleksi Sihvonen Lindroos als Leadsänger. Sihvonen war Sänger und Gitarrist bei Imperanon, die sich 2007 aufgelöst haben. Außerdem wurde Daniel Freyberg, ein alter Freund der Band und Sänger von Naildown, für die Rolle des Live-Gitarristen rekrutiert, der seit dem 24. Februar 2010 volles Mitglied ist.
Am 24. Juli 2012 gab die Band offiziell ihre Auflösung bekannt. Das Abschiedskonzert fand am 10. August 2012 auf dem Brutal Assault Festival 2012 statt.

## Diskografie
Alben

| Jahr | Titel Musiklabel                        | Höchstplatzierung, Gesamtwochen, AuszeichnungChartsChartplatzierungen (Jahr, Titel, Musiklabel, Platzierungen, Wochen, Auszeichnungen, Anmerkungen) | Anmerkungen                                                                       |
| Jahr | Titel Musiklabel                        | FI | Anmerkungen                                                                       |
| ---- | --------------------------------------- | --- | --------------------------------------------------------------------------------- |
| 2002 | Dreams Of Endless War Spinefarm Records | FI17 (3 Wo.)FI | Erstveröffentlichung: 28. Januar 2002 Produzent: Tuomo Valtonen (Finnvox Studios) |
| 2003 | Mirror of Madness Spinefarm Records     | FI11 (2 Wo.)FI | Erstveröffentlichung: 17. März 2003 Produzent: Anssi Kippo (Finnvox Studios)      |
| 2004 | Death Unlimited Spinefarm Records       | FI17 (3 Wo.)FI | Erstveröffentlichung: 15. März 2004 Produzent: Anssi Kippo (Finnvox Studios)      |
| 2006 | Till Death Unites Us Spinefarm Records  | FI6 (2 Wo.)FI | Erstveröffentlichung: 25. Januar 2006 Produzent: Tuomas Planman (Studio Fredman)  |
| 2008 | N Century Media                         | FI5 (3 Wo.)FI | Erstveröffentlichung: 25. Februar 2008 Produzent: Anssi Kippo (Finnvox Studios)   |
| 2011 | Circle Regenerated Century Media        | FI—FI | Erstveröffentlichung: 2011 Produzent: Anssi Kippo (Finnvox Studios)               |

Demo
- 1999: Warlord (CD, Eigenvertrieb)

Singles und EPs
- 2002: Released
- 2003: Unleash Hell
- 2004: Spreading Death
- 2005: Spreading Death (DVD-EP)
- 2005: Solution 7 (EP)
- 2006: Scream
- 2007: No Way Back (EP, nur in Finnland erhältlich)
- 2010: Break Myself Away